# Капитонов, Евгений Владимирович
Евгений Владимирович Капитонов (17 мая 1991) — российский футболист, нападающий клуба «Вилла Музоне».

## Карьера
Воспитаниик Академии «Зенита». Выступал за любительский клуб «Нева» (Санкт-Петербург). В августе 2014 года был отдан в аренду в клуб чемпионата Литвы «Дайнава», единственный матч за который сыграл 7 августа 2014 года против клуба «Шяуляй», в котором вышел на замену после перерыва. В 2016 году подписал контракт с командой «ФА Дайнава», выступавшей на тот момент во второй лиге, полноценный контракт. 25 августа 2017 года перешёл в клуб итальянской серии D «Кастельфидардо», однако сыграл лишь в трёх матчах лиги. 6 декабря того же года стал свободным агентом. В начале 2018 года присоединился к клубу «Вилла Музоне» из Promozione области Марке (7-й дивизион), а летом остался ещё на сезон.